# Duisburg – Linea di sangue
Duisburg – Linea di sangue ist ein italienischer Fernsehfilm von Enzo Monteleone, der am 22. Mai 2019 auf Rai 1 ausgestrahlt wurde. Der Film, der die Mafiamorde von Duisburg thematisiert, folgt den Ermittlungen der deutschen und italienischen Polizei, die bis zur Festnahme der Attentäter zusammengearbeitet haben.

## Handlung
Duisburg, 15. August 2007 (Ferragosto). Im Anschluss an eine Feier in einem italienischen Restaurant werden sechs Italiener von zwei Killern, die ihnen aufgelauert haben, ermordet. Der kalabresische Polizist Michele Battaglia wird nach Deutschland geschickt, um bei den Ermittlungen zu helfen. Dort lernt er den Italienisch sprechenden introvertierten Ermittler Thomas Block kennen. Battaglia erkennt gleich, dass es sich bei den Opfern um Mitglieder der ’Ndrangheta handelt, da er Hinweise auf ein Initiationsritual  findet. Nach weiteren Ermittlungen stellt er die Theorie auf, dass die Morde im Zusammenhang mit einer alten Fehde zwischen zwei Familien begangen wurden: Ein kindlicher Streich während des Karnevals 1991 hatte zu mehreren Morden geführt und seitdem ermorden beide Familien Mitglieder der anderen Familien zu wichtigen Feiertagen.
Parallel zu den Ermittlungen, sieht man, wie die beiden verschwägerten Killer nach Kalabrien zurückkehren und dort von ihrer Familie als Helden verehrt werden. Sie bekommen innerhalb der Verbrecherorganisation mehr Verantwortung zugesprochen. Battaglia und Block freunden sich langsam an, und über eine Kameraaufnahme des Fluchtfahrzeugs ermitteln sie die Namen der Täter – sie hatten hier in den Niederlanden einen Helfershelfer vernommen. Die Ermittler reisen nach San Luca und dringen mit großem Polizeiaufgebot in das Haus der Täter vor, die sich aber schon nach Holland abgesetzt hatten. Bloch lernt Battaglias Familie kennen. Die italienische Polizei setzt jetzt verstärkt auf Telefonüberwachung und findet heraus, dass die Ehefrauen der Täter zu ihren Männern reisen werden. Gemeinsam mit italienischen Kollegen verfolgen sie die Frauen bis nach Amsterdam, wo dann schließlich der erfolgreiche Zugriff erfolgt. Zum Schluss besucht Block Battaglia in Kalabrien.

## Auszeichnungen
Premio Berenice 2019
- Auszeichnung: Beste Produzentin für Laurentina Guidotti
- Nominierung als bester Schauspieler für Daniele Liotti
- Nominierung als bester Schauspieler für Benjamin Sadler
- Nominierung als bester Musiker für Pivio und Aldo De Scalzi
- Nominierung für die beste Bearbeitung an Cecilia Zanuso
- Nominierung als bester Regisseur für Enzo Monteleone